# یوهان والم
یوهان والم (به انگلیسی: Johan Walem) بازیکن فوتبال اهل بلژیک و عضو تیم ملی فوتبال بلژیک است که در تاریخ ۲۰ نوامبر ۱۹۹۱ میلادی اولین بازی ملی‌اش را مقابل تیم ملی فوتبال آلمان انجام داد. او در ۳۵ بازی ملی حضور داشت و جمعاً ۲۵۴۸ دقیقه برای تیم ملی فوتبال بلژیک به میدان رفت. یوهان والم آخرین بازی ملی خود را در تاریخ ۱۷ ژوئن ۲۰۰۲ میلادی در برابر تیم ملی فوتبال برزیل انجام داد. وی در بازی‌های ملی‌اش ۲ گل به ثمر رساند.